# WikiTrust
WikiTrust is een methode voor het meten van de betrouwbaarheid van artikelen in een Wikipedia. De methode werd ontwikkeld aan de Universiteit van Californië te Santa Cruz. Een eerste demo verscheen in december 2007 online.
Uitgangspunt van de methode is de gedachte dat hoe langer een bewering in een artikel niet gewijzigd wordt, hoe groter de betrouwbaarheid zal zijn. Bij de berekening wordt allereerst de betrouwbaarheid van elke auteur vastgesteld, door te kijken naar hoelang diens bijdragen ongewijzigd blijven bij bewerkingen door andere auteurs. Vervolgens wordt voor elk woord in een artikel de betrouwbaarheid bepaald door te kijken naar de eerder berekende reputatie van de auteur ervan en naar hoeveel bewerkingen het woord heeft overleefd.
De betrouwbaarheid van een artikel, of preciezer gezegd van passages in een artikel, wordt inzichtelijk gemaakt door woorden met een kleur te markeren.
Het project wordt gesponsord door de Wikimedia Foundation.
Het lijkt dat dit project in 2014 is beëindigd. 